# لويس دياز (لاعب كرة قدم)
لويس دياز هو لاعب كرة قدم برتغالي في مركز الدفاع، ولد في 8 مايو 1981 في لشبونة في البرتغال. لعب مع أتليتيكو كلوب دي برتغال وسبورتينغ لشبونة ب وفيهرين ساندانسكي وC.F. União de Lamas ‏ وC.D. Olivais e Moscavide ‏ وFC Gloria Buzău ‏.

## وصلات خارجية
- لويس دياز على موقع قاعدة بيانات كرة القدم.إي يو (الإنجليزية)
- لويس دياز على موقع Soccerway.com (الإنجليزية)